# Counterpoints
Counterpoints è l'ultimo album degli Argent, pubblicato dalla RCA Victor Records nel 1975. In alcuni brani Phil Collins, batterista dei Genesis, sostituì Robert Henrit perché malato.

## Tracce
Brani composti da Rod Argent, tranne dove indicato
Lato A
1. On My Feet Again – 3:08
2. I Can't Remember, But Yes – 3:11
3. Time – 7:20 (Jim Rodford)
4. Waiting for the Yellow One – 2:48 (John Grimaldi)
5. It's Fallen Off – 2:44 (John Grimaldi)

Lato B
1. Be Strong – 4:14
2. Rock 'n' Roll Show – 4:04
3. Butterfly – 3:02
4. Road Back Home – 7:41

## Musicisti
- Rod Argent - tastiere, voce
- John Grimaldi - chitarre, chitarra lap steel
- John Verity - chitarra ritmica, voce
- Jim Rodford - basso, voce
- Robert Henrit - batteria, percussioni

Musicista aggiunto
- Phil Collins - batteria, percussioni